# Allactaga bullata
Allactaga bullata és una espècie de mamífer rosegador de la família dels dipòdids. Viu a Mongòlia i la Xina (Gansu, Mongòlia Interior i Xinjiang). Es tracta d'un animal nocturn que s'alimenta de llavors, arrels, tubercles, insectes i larves. Els seus hàbitats naturals són els deserts i les estepes. És una espècie en risc mínim, és a dir, no sembla que hi hagi cap amenaça significativa per a la seva supervivència.